# Verzée
Verzée é um rio localizado na França.